# Peristylus saprophyticus
Peristylus saprophyticus là một loài thực vật có hoa trong họ Lan. Loài này được (Rolfe ex Downie) Ormerod mô tả khoa học đầu tiên năm 2003.